# Волков, Виктор (политик)
Виктор Георгиев Волков (болг. Виктор Георгиев Вълков, 3 апреля 1936, София — 6 июля 2022) — болгарский политик, член Болгарского земледельческого народного союза (БЗНС), председателем которого стал в 1990 году. В правительстве Димитра Попова (1990—1991) был вице-премьером и министром иностранных дел.

## Биография
Виктор Волков родился в 1936 году в Софии. Его отец, Георгий Волков — одним из лидеров БЗНС — был приговорён к смертной казни и казнён в 1942 году. В 1953 году Виктор окончил школу, а в 1959-м — Механико-электротехнический институт в Софии. В 1965 году стал членом БЗНС, а с 1973 года работал в администрации его Постоянного присутствия. В 1981 году Волков стал членом Правления, а в 1986-м — Постоянного присутствия в БЗНС. В 1989 году он стал секретарём Постоянного присутствия.
В 1990 году Виктор Волков был избран председателем БЗНС и участвовал в разработке Конституции 1991 года. В июле 1990 года он был кандидатом в президенты, но снял свою кандидатуру после того, как не смог получить 2/3 голосов в парламенте. В декабре 1990 года Волков был назначен заместителем председателя Совета министров и министром иностранных дел в коалиционном правительстве Димитра Попова.
В 1993—1998 годах был послом Болгарии в Анкаре.
Умер 6 июля 2022 года.